# Varennes-sur-Fouzon
Pour les articles homonymes, voir Varennes.
Varennes-sur-Fouzon est une ancienne commune française située dans le département de l'Indre en région Centre-Val de Loire, devenue le 1er janvier 2016, une commune déléguée au sein de la commune nouvelle de Val-Fouzon.

## Géographie

### Localisation
La commune était située dans le nord du département, dans la région naturelle du Boischaut Nord.
Les communes limitrophes et chefs-lieux étaient : Menetou-sur-Nahon (3 km), Parpeçay (4 km), Fontguenand (5 km), La Vernelle (6 km), Chabris (6 km), Valençay (7 km), Poulaines (8 km), Saint-Christophe-en-Bazelle (8 km), Issoudun (41 km), Châteauroux (45 km), La Châtre (76 km) et Le Blanc (76 km).

### Hameaux et lieux-dits
Les hameaux et lieux-dits de la commune étaient : Malakoff, la Borde, les Barres, les Effes, les Riaux, l'Épinat, Gatinette, Ray, Préblame, les Gouards et Bois Gaché.

### Géologie et hydrographie
La commune fut classée en zone de sismicité 2, correspondant à une sismicité faible.
Le territoire communal était arrosé par la rivière Fouzon.

### Voies de communication et transports
Le territoire communal fut desservi par les routes départementales : 4, 4A, 52 et 57B.
La ligne de Salbris au Blanc passait par le territoire communal, une gare desservait la commune. L'autre gare ferroviaire la plus proche était la gare de Gièvres (9 km), sur les lignes de Salbris au Blanc et de Vierzon à Saint-Pierre-des-Corps.
La commune fut desservie par la ligne B du réseau L'Aile Bleue.
L'aéroport le plus proche était l'aéroport de Châteauroux-Centre, à 46 km.
Le territoire communal était traversé par le sentier de grande randonnée de pays de Valençay.

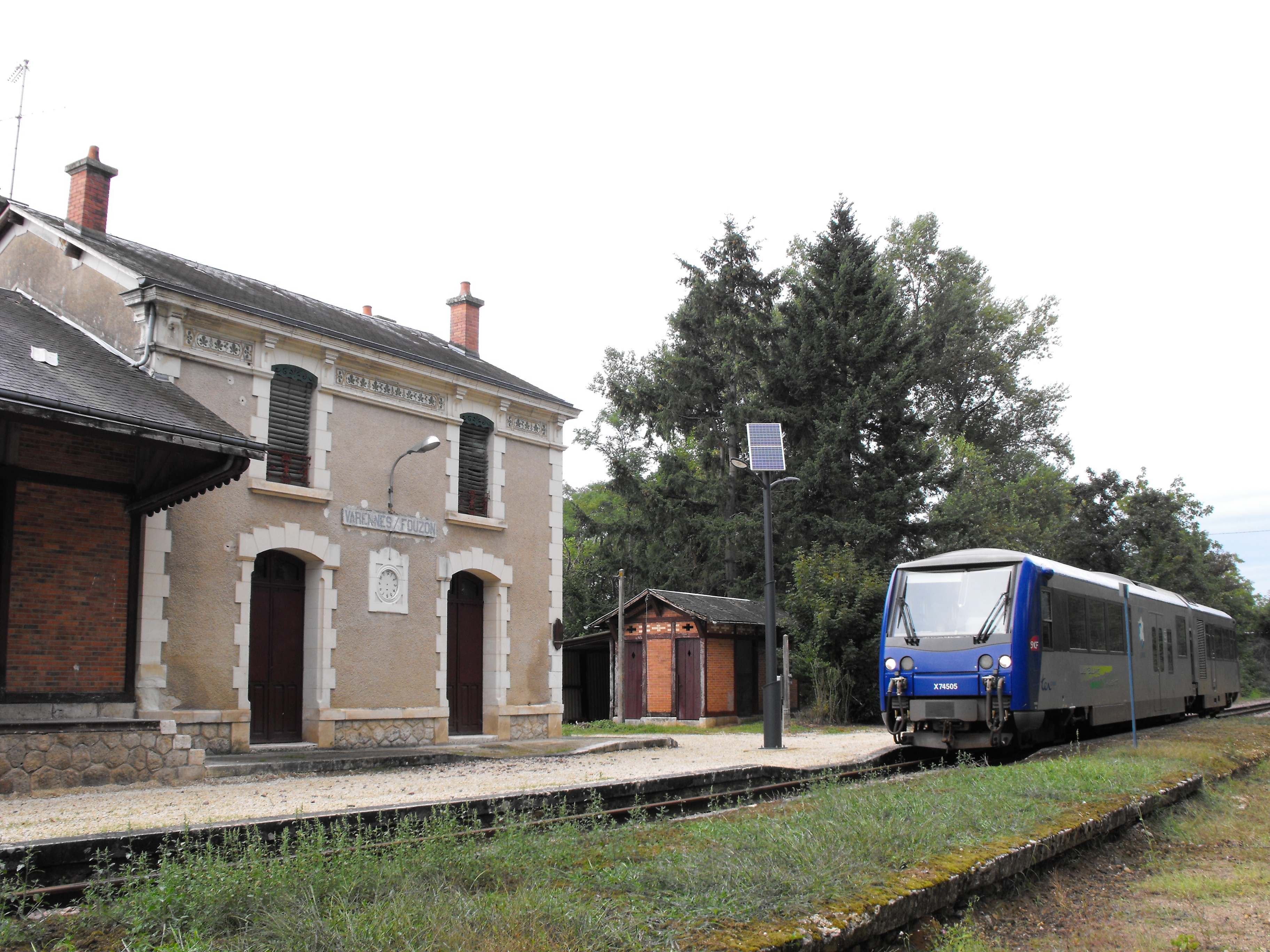
La gare de Varennes-sur-Fouzon en 2014.

## Urbanisme

### Logement
En 2013, le nombre total de logements dans la commune était de 440.
Parmi ces logements : 74,5 % étaient des résidences principales ; 15,3 % des résidences secondaires et 10,2 % des logements vacants.
La part des ménages propriétaires de leur résidence principale s’élevait à 79,4 %.

## Toponymie
Au cours des siècles précédents, le nom de la localité est attesté sous différentes formes Parrochia de Varennis en 1198, Varennes en Berry en janvier 1396, Varennes en juin 1396, Varennes en 1740, Varenne en Berry le 6 mars 1789, Varennes au XVIIIe siècle et Varennes sur Fouzon au décret du 5 janvier 1921.
Ses habitants étaient appelés les Varennois.

## Histoire
Le 16 juillet 1735, un orage faisant tomber de la grêle presque toute la journée fait beaucoup de dégâts sur les blés. Un orage similaire le 21 septembre 1735 fait beaucoup de dégâts sur les vignes.
Le 9 novembre 1740, la petite cloche de l'église de Varennes-sur-Fouzon est bénie par Pierre Sainson, prieur curé de la paroisse, sur permission de M. Damonville, grand-vicaire. Elle est nommée Marie par le Sieur Louis Gradost-Brunet et Dame Marie Moreau. Elle a coûté 40 livres pour les fondeurs, 3 livres 10 sols pour la corde.
Le 23 mai 1751, la grosse cloche de l'église de Varennes-sur-Fouzon est bénie par Pierre Sainson, prieur curé de Varennes-sur-Fouzon, suivant la permission de monseigneur Frédéric Jérôme de La Rochefoucauld cardinal archevêque de Bourges. Le parrain est Joseph Guillaume de Bellevalle, officier de feu Philippe d'Orléans, régent du royaume, petit-fils de France. La marraine est dame Marie-Anne Fernault, épouse du sieur Honoré Jacques Dumenil, seigneur de Preblame.
La commune fut rattachée de 1973 à 2015 au canton de Saint-Christophe-en-Bazelle.

### Les Templiers et les Hospitaliers
Les Templiers possédaient une commanderie à L'Épinat qui devient un membre hospitalier lors de la dévolution des biens de l'ordre du Temple.

## Politique et administration
La commune dépendait de l'arrondissement d'Issoudun, du canton de Valençay, de la deuxième circonscription de l'Indre et de la communauté de communes Chabris - Pays de Bazelle.
Elle disposait d'une agence postale communale et d'un centre de première intervention.
| Période                                  | Période          | Identité         | Étiquette | Qualité  |
| ---------------------------------------- | ---------------- | ---------------- | --------- | -------- |
| mars 1989                                | 1er janvier 2016 | Michel Meusnier, | ?         | Retraité |
| Les données manquantes sont à compléter. |                  |                  |           |          |

## Démographie
L'évolution du nombre d'habitants est connue à travers les recensements de la population effectués dans la commune depuis 1793. À partir du 1er janvier 2009, les populations légales des communes sont publiées annuellement dans le cadre d'un recensement qui repose désormais sur une collecte d'information annuelle, concernant successivement tous les territoires communaux au cours d'une période de cinq ans. 
Pour les communes de moins de 10 000 habitants, une enquête de recensement portant sur toute la population est réalisée tous les cinq ans, les populations légales des années intermédiaires étant quant à elles estimées par interpolation ou extrapolation. Pour la commune, le premier recensement exhaustif entrant dans le cadre du nouveau dispositif a été réalisé en 2004,.
En 2013, la commune comptait 709 habitants, en évolution de −0,14 % par rapport à 2008 (Indre : −2,62 %, France hors Mayotte : +2,49 %).
| 1793 | 1800 | 1806 | 1821 | 1831 | 1836 | 1841 | 1846 | 1851  |
| ---- | ---- | ---- | ---- | ---- | ---- | ---- | ---- | ----- |
| 964  | 813  | 856  | 922  | 902  | 943  | 968  | 990  | 1 014 |

| 1856  | 1861  | 1866  | 1872  | 1876  | 1881  | 1886  | 1891  | 1896  |
| ----- | ----- | ----- | ----- | ----- | ----- | ----- | ----- | ----- |
| 1 031 | 1 078 | 1 111 | 1 109 | 1 146 | 1 116 | 1 104 | 1 030 | 1 014 |

| 1901  | 1906  | 1911  | 1921  | 1926 | 1931 | 1936 | 1946 | 1954 |
| ----- | ----- | ----- | ----- | ---- | ---- | ---- | ---- | ---- |
| 1 062 | 1 072 | 1 070 | 1 003 | 949  | 887  | 888  | 779  | 770  |

| 1962 | 1968 | 1975 | 1982 | 1990 | 1999 | 2004 | 2009 | 2013 |
| ---- | ---- | ---- | ---- | ---- | ---- | ---- | ---- | ---- |
| 813  | 816  | 719  | 679  | 629  | 663  | 691  | 720  | 709  |

## Économie
La commune se trouvait dans l'aire géographique et dans la zone de production du lait, de fabrication et d'affinage du fromage Valençay.
La laiterie de Varennes (groupe Laiterie de Saint-Denis-de-l'Hôtel), jouait un rôle important dans l'économie de la commune.
La viticulture était l'une des activités de la commune, qui se trouve dans la zone couverte par l'AOC valençay.

## Population et société
La commune possédait comme lieu d'enseignement une école primaire publique. Le collège public (Clos de la Garenne) de secteur se trouvait à Chabris. Les lycées publics de secteur se trouvaient à Issoudun (lycée général Honoré-de-Balzac) et à Châteauroux (lycée polyvalent Blaise-Pascal).
La commune était couverte par les médias suivants : La Nouvelle République du Centre-Ouest, Le Berry républicain, L'Écho - La Marseillaise, La Bouinotte, Le Petit Berrichon, France 3 Centre-Val de Loire, Berry Issoudun Première, Vibration, Forum, France Bleu Berry et RCF en Berry.

## Culture locale et patrimoine
- Château de l’Épinat.
- Château Poséidon.
- Église Saint-Lignace.
- Monument aux morts.
- Gare de Varennes-sur-Fouzon